# 富尔亨西奥·耶格罗斯
富尔亨西奥·耶格罗·弗朗哥·德·托雷斯（西班牙語：Fulgencio Yegros y Franco de Torres，1780年—1821年）是巴拉圭士兵和第一位巴拉圭独立后的国家元首。耶格罗斯镇以他的名字命名。

## 生平
耶格罗出生在一个有军事传统的家庭，也追求军事事业。他是总督富尔亨西奥·耶格罗斯·莱德斯马的孙子，曾在亚松森学习，并加入了西班牙殖民军队。他的第一次战斗经历是在1802年与葡萄牙人的战斗中，1807年他是巴拉圭军队的一员，在英国人入侵拉普拉塔广场期间保卫布宜诺斯艾利斯。他在1810年晋升为上尉，并被任命为米西奥内斯的总督。后来他在独立的巴拉圭建立了第一所军事学院。
1811年初，他参加了巴拉圭战役，保卫巴拉圭，抵抗由曼纽尔·贝尔格拉诺领导的侵略者。
耶格罗斯和佩德罗·胡安·卡瓦列罗是1811年5月革命的主要军事人物，这场革命导致了巴拉圭的独立。独立后，从1811年6月19日到1813年10月12日，耶格罗担任五人执政军政府的总统。耶格罗和何塞·加斯帕尔·罗德里格斯·德·弗朗西亚在1813年被国会选为共和国执政官，仿效法国大革命的模式。耶格罗与其说是一位政治家，不如说是一位军人，他在巴拉圭担任执政官时被弗朗西亚边缘化了。他的任期是1814年2月12日至1814年6月12日。弗兰西亚最后一次担任该职务是在1814年，之后他被选为巴拉圭的独裁者。
1820年，耶格罗参与了企图推翻弗朗西亚政权的阴谋，但失败了。阴谋失败后，耶格罗被监禁，并于1821年7月17日被处决。